# 조지 캐닝
조지 캐닝(George Canning, FRS, 1770년 4월 11일 ~ 1827년 8월 8일)은 영국 토리당의 정치인이었다.
그의 아버지는 본래 변호사로서 사업에 실패하여 빚더미에 앉았고, 캐닝스는 삼촌의 재정적 지원으로 이튼 칼리지와 옥스퍼드 대학교 크라이스트처치를 졸업할 수 있었다. 1793년 정치에 뛰어든 그는 빠르게 중요 인물로 떠올랐고 소 피트 정부를 시작으로 여러 총리의 내각에서 활동하였다. 나폴레옹 전쟁 기간 동안에도 국방, 외교 관련 직책을 주로 맡으며 여러 성과를 거두었다. 1809년에는 캐슬레이 자작 로버트 스튜어트 전 총리와 정치 문제로 결투를 행하여 물의를 빚기도 했다.
1827년 건강 문제로 사임한 제2대 리버풀 백작 로버트 젱킨슨의 뒤를 이어 영국의 총리직에 올랐으나 그 역시 건강이 악화되어 결국 118일만에 사망하였다.